# Монтиано
Монтиано (итал. Montiano) — коммуна в Италии, располагается в регионе Эмилия-Романья, в провинции Форли-Чезена.
Население составляет 1589 человек, плотность населения составляет 177 чел./км². Занимает площадь 9 км². Почтовый индекс — 47020. Телефонный код — 0547.
Покровительницей коммуны почитается Святая Агата, празднование во второе воскресение июля.
Соседние коммуны: Чезена, Лонджано, Ронкофреддо.

## Демография
Динамика населения: